# Ја сам четврти
Ја сам четврти (енгл. I Am Number Four) амерички је научнофантастични роман за младе из 2010. године чији је аутор Питакус Лор (псеудоним Џејмса Фреја и Џобија Хјуза). Први је део књига о Лоријенцима. HarperCollins је објавио роман 3. августа 2010. године, а провео је седам узастопних седмица на првом месту књига за децу на листи бестселера Њујорк Тајмса.
DreamWorks Pictures је купио права на филм у јуну 2009; приказан је 18. фебруара 2011. и био је први филм DreamWorks који је дистрибуирао Дизнијев Touchstone Pictures.
Роман је први у низу од седам књига.

## Радња
Побегло нас је деветоро...
Број 1 су убили у Малезији. Број 2 су смакнули у Енглеској. Број 3 су уловили у Кенији.
Пре него што дођу по остале, доћи ће по мене... Ја сам Четврти.

## Ликови
- Четири (Џон Смит)
- Сара Харт
- Марк Џејмс
- Хенри (Брендон)
- Сем Гуд
- Могадоријанци
- Девет
- Берни Косар
- Шеста